# 讓-皮埃爾·多明戈
讓-皮埃爾·多明戈（法語：Jean-Pierre Domingue；1960年4月29日—），法国摄影家。他年少時开始学习摄影，1978年—2009年间在报纸、杂志上陆续发表作品。2009年起逐渐退出时尚摄影行业，此后将更多热情投入到艺术摄影项目和个人作品中。2014年在巴黎Galerie Basia Embiricos举办了名为“100 Polaroids”(一百宝丽来)的个人展览。

## 生平

### 早年
1960年出生于加拿大蒙特利尔。在1979年，一些前卫的杂志如Camera、Zoom给他留下深刻印象，自此开始他的摄影生涯。2009年起他逐渐退出时尚摄影行业，次年后就不再有他的摄影广告等作品面世。他的时尚摄影作品具有很高的艺术性。在他出差拍摄时尚摄影等作品的过程中，他也不断拓展了自己的艺术性作品，以风景为主。
1979年，他离开家乡加拿大而搬到时尚中心的巴黎，导师为他在Photo杂志认识的作品并且很崇拜的著名摄影师 Guy Bourdin。当时也就参加了时装杂志Vogue的工作 , .
1981 年到1984 在他回到加拿大时，他开了自己的工作室，也参加了一些时尚杂志以及广告公司的工作 .
1984年，多明戈搬到巴黎了，开始在KARIN MODELS 之模特公司从事招致新长相模特之行业。法国'摄影'之杂志发表的摄影师采访以及由他拍Helena Christensen 以及Angie Everhart 的肖像，就启动了她们当名模的职业。 ·  · 
他为Vogue (France, Espagne), ELLE (Italie, Québec), Surface, Tank, Depeche Mode, Votre Beauté, 以及 Jardin des Modes 等大量一流时尚杂志拍摄时装大片，并为 Laetitia Casta, Estelle Lefébure, Chandra North, 黛安·克魯格, Roberta Chirko, Lara Stone 以及 Enikő Mihalik等著名的模特拍摄肖像. 他为萊雅, Yves Saint Laurent, Dior, Wonderbra, La Redoute等一流名牌拍摄广告。

## Expositions
在 Photo Off"之展览会, 他展出了一系列的艺术性肖像 .
2014，巴斯呀 恩波利科（页面存档备份，存于） 之画廊主办了他得个人展览  同时，他也在他家也开了自己的摄影作品展览。在他个人的旅行过程，他经常拍周围的风景，尤其是美丽的被联合国教科文组织定为该保护的文化遗产，其中有意大利的名胜古迹，庞贝 
2012 年，Camera杂志在Bruno Bonnabry-Duval和Eric Fantou的协作下从原刊走向了再次出版.

## 艺术和摄影作品的展览
- Photo Off, 组展摄影展览 [8]
- Basia Embiricos 主办的 "一百宝丽来", 巴黎, 2014 [1]